# Obervellach
Obervellach is een Oostenrijkse gemeente (Marktgemeinde) in het Karinthische district Spittal an der Drau. De gemeente telt 2538 inwoners en bestrijkt een oppervlakte van 104,41 km². Hiertoe behoren de kernen Obervellach, Pfaffenberg, Lassach en Söbriach.
De kern van Obervellach bevindt zich op een hoogte van 686 m boven de zeespiegel
In 1972 verbroederde de gemeente zich op initiatief van Jef Valkeniers met de voormalige Brabantse gemeente Schepdaal, die later een deelgemeente van Dilbeek werd.

## Geschiedenis
- 10e eeuw: Vellach en Obervellach worden terloops vermeld in een oorkonde van bisschop Abraham von Freising (957-993)
- 1164: Slot Oberfalkenstein wordt de residentie van de graven van Gorizia
- 1256: Obervellach wordt voor het eerst als markt aangeduid
- 1313: Er wordt een muntmeester benoemd, als teken van het belang van de markt
- 1490: De marktrechten worden volgens keizerlijke bepaling neergeschreven
- 1494: Keizer Maximiliaan I legt het voorrecht van een wekelijkse markt vast
- 1557: De burgers van Obervellach mogen voor het eerst hun burgemeester kiezen
- 1740: Vijftig mijnwerkers keren uit Belgrado terug, maar nemen de pest met zich mee, waaraan 200 mensen sterven.
- 1753: Het raadhuis en zes andere gebouwen gaan in vlammen op door een marktbrand
- 1797-1814: De gemeente raakt betrokken bij de napoleontische oorlogen
- 1849: Obervellach wordt de zetel van een districtsrechtbank
- 1931: Er wordt een kabelbaan aangelegd van de markt tot het station

## Galerij

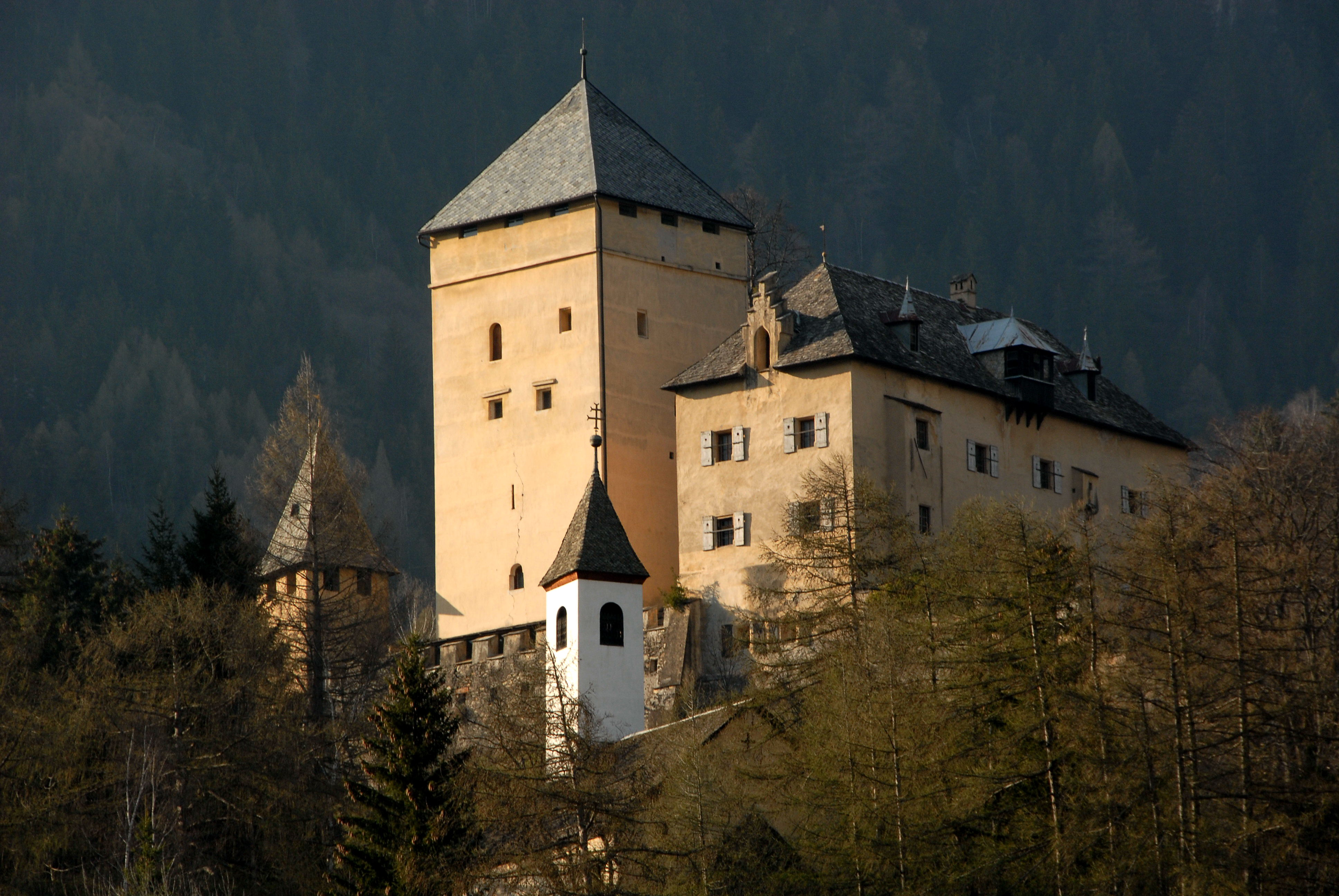
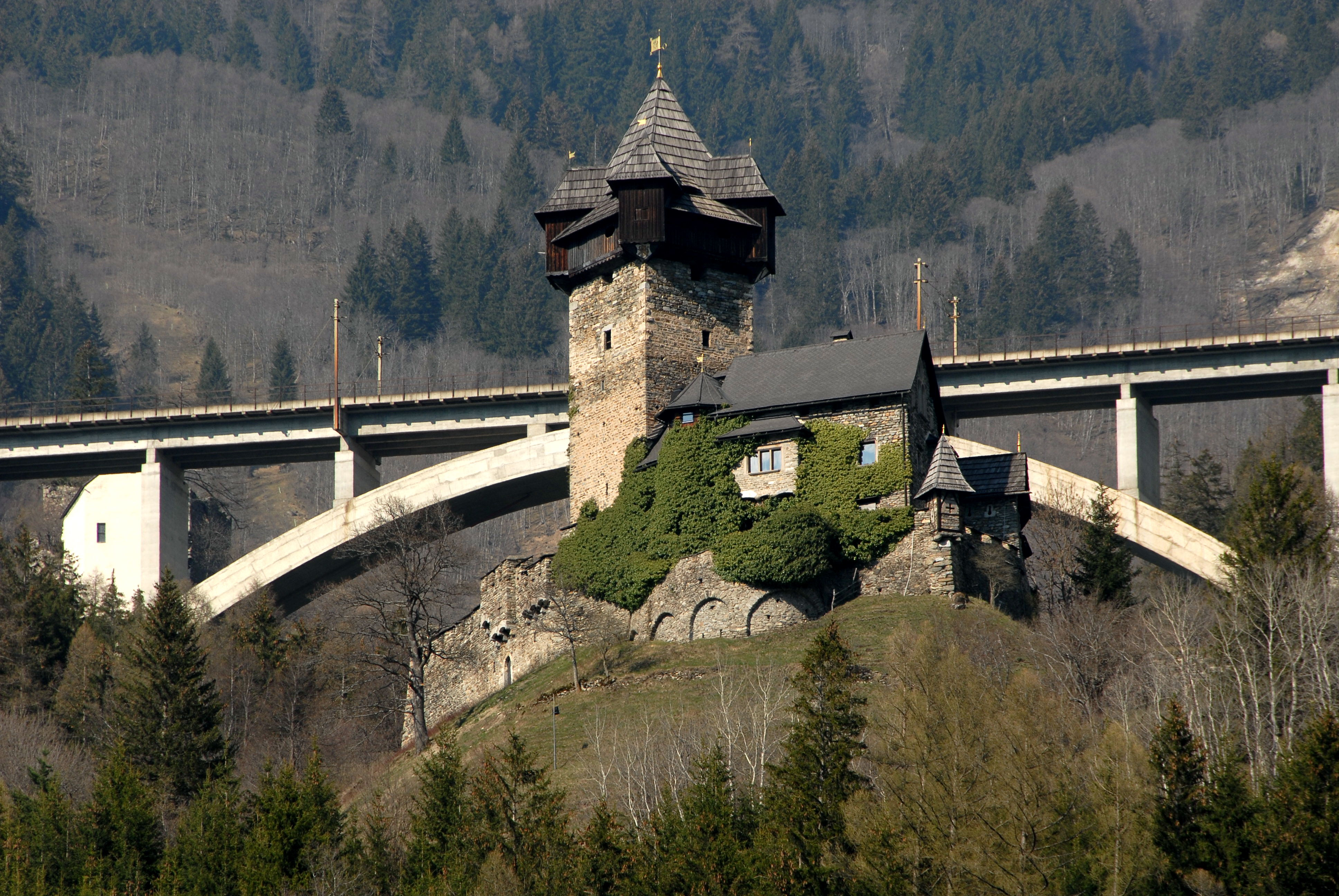
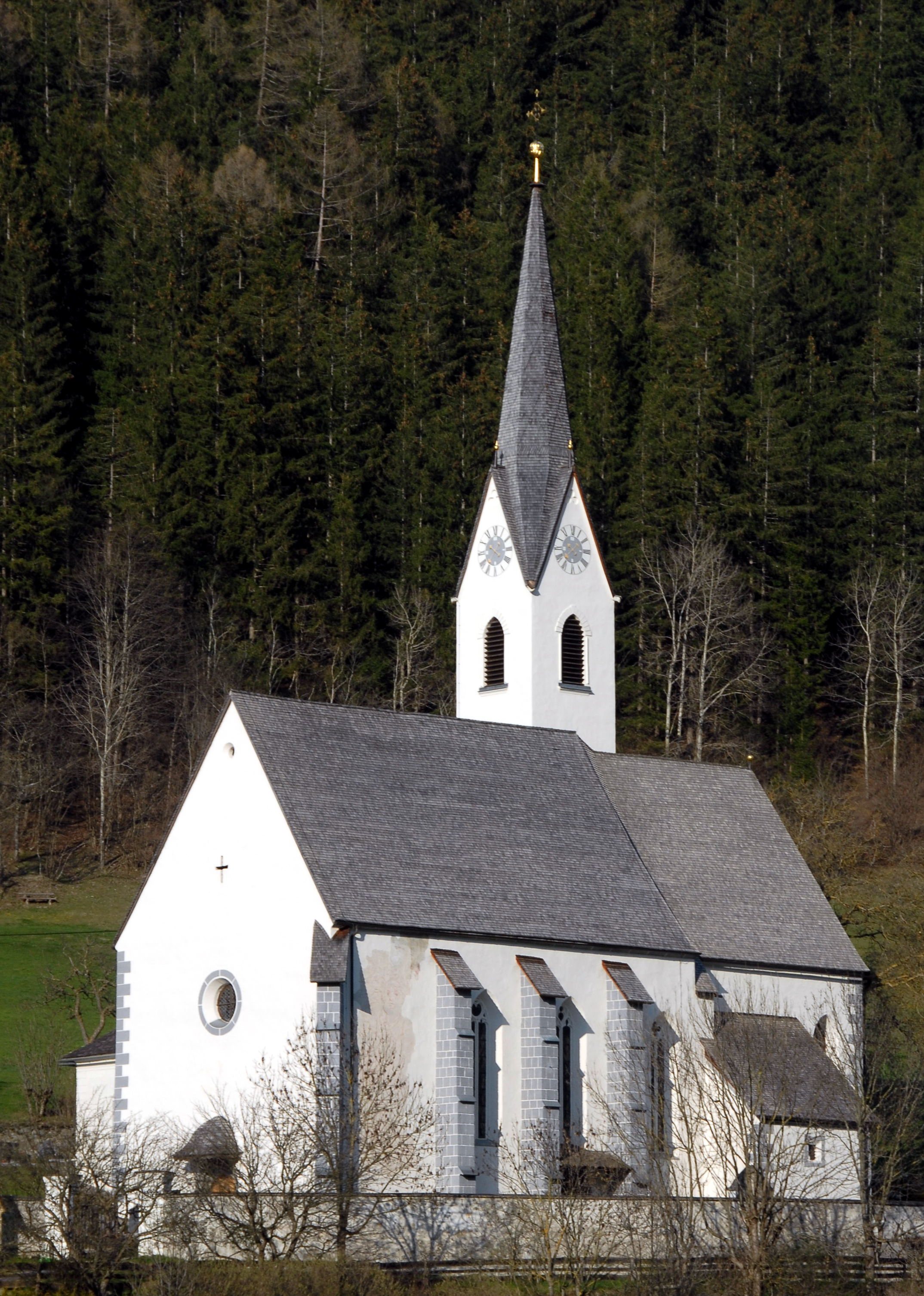
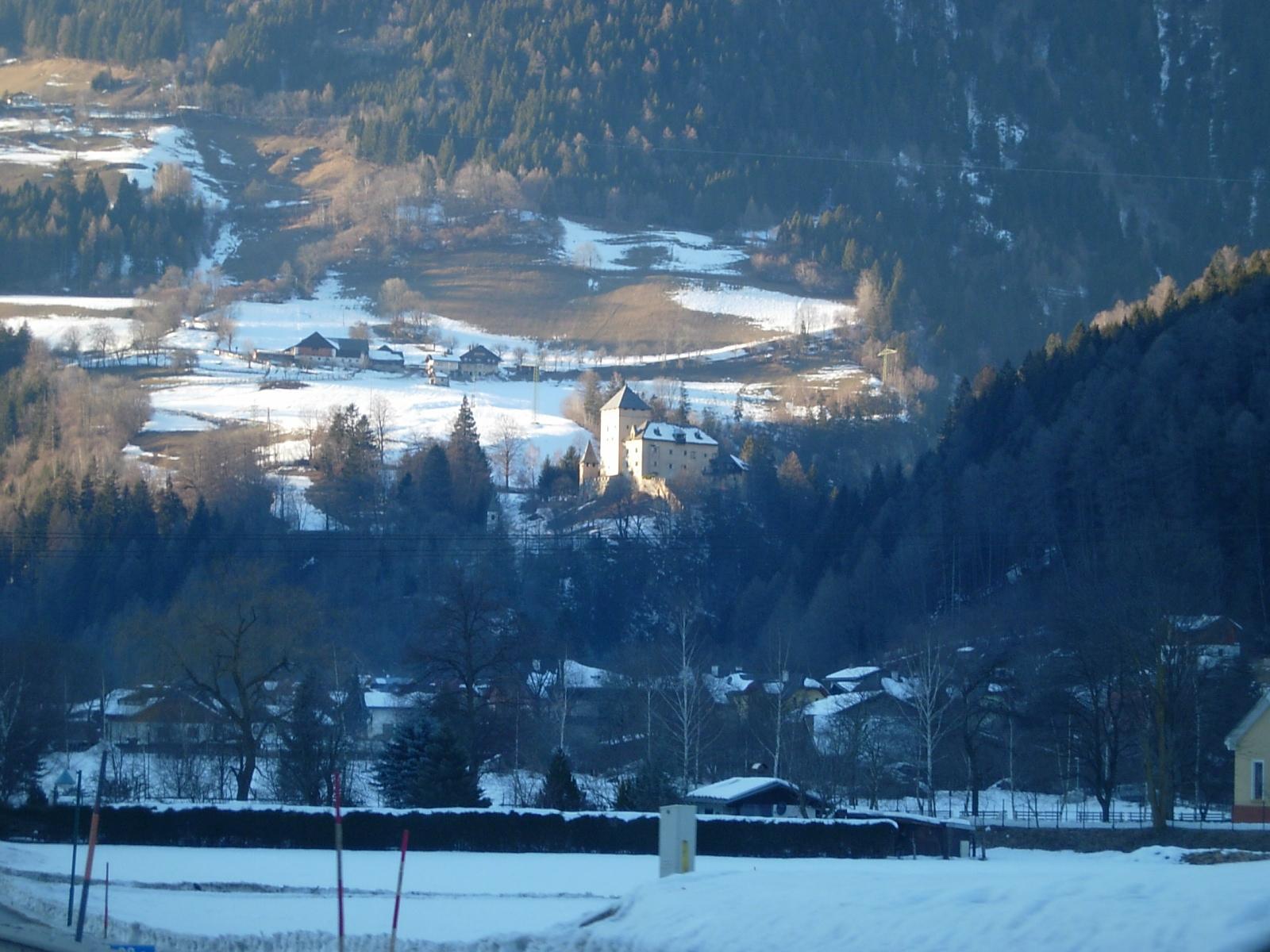

Bad Kleinkirchheim · Baldramsdorf · Berg im Drautal · Dellach im Drautal · Flattach · Gmünd in Kärnten · Greifenburg · Großkirchheim · Heiligenblut am Großglockner · Irschen · Kleblach-Lind · Krems in Kärnten · Lendorf im Drautal · Lurnfeld · Mallnitz · Malta in Kärnten · Millstatt am See · Mörtschach · Mühldorf · Oberdrauburg · Obervellach · Radenthein · Rangersdorf · Reißeck · Rennweg am Katschberg · Sachsenburg · Seeboden am Millstätter See · Spittal an der Drau (stad) · Stall · Steinfeld · Trebesing · Weissensee · Winklern
- Gemeinsame Normdatei: 4116710-7
- MusicBrainz: 039c13f5-a9eb-491a-80eb-a35db2e13ae3
- Nationale Bibliotheek van Tsjechië: ge627201
- Virtual International Authority File: 242582012
- WorldCat: E39PBJbM8rWtwK6kJHvHhgqYT3